# Centar Župa
Centar Župa (in macedone Центар Жупа?, in turco Merkez Jupa) è un comune rurale Turco della Macedonia del Nord di 10 519 abitanti (dati 2002).

## Geografia fisica
Il comune confina con Struga a sud, con Debar a est, nord e ovest e con l'Albania a ovest e si trova in una zona montuosa. Il lago di Centar Zupa si chiama "Debarsko Ezero". La montagna più elevata di Centar Zupa si chiama Stogovo. Il Stogovo (macedone Стогово) è una catena montuosa nella parte occidentale della Repubblica di Macedonia. Situato vicino Debar e il confine albanese, si estende a nord dalla massiccia Mavrovo. Esso è caratterizzato da alte vette, tra cui Stogovo picco, che sale a 2 318 metri, il Golem RID (2 278 m) e Babin Srt (2 242 m). Il massiccio è prevalentemente coperta da foreste di faggio e quercia, foreste di pini ad altitudini più elevate, mentre i picchi rocciosi sono circondati da pascoli. Molto poco utilizzato, il massiccio è rimasto selvaggio.

## Società

### Evoluzione demografica
La popolazione è così suddivisa dal punto di vista etnico:
- Turchi: 98%
- Macedoni: 1,5%
- Albanesi: 0,5%

## Località
Il comune è formato dall'insieme delle seguenti località:
Žitineni, Bajramovci, Balanci, Breštanik, Broštica, Gorenci, Elevci, Kodžadžik, Mal Papradnik, Novak, Osolnica, Pralenik, Kočišta, Evla, Pareša, Gorno Melničani, Dolno Melničani, Crno Boci, Golem Papradnik, Dolgaš, Odzovci.